# Johannes Baader
Johannes Baader (22 de junio de 1875 en Stuttgart - 15 de enero de 1955 en Adldorf, Niederbayern) fue un artista afiliado al dadaísmo.

## Vida
Baader provenía de una familia burguesa de artesanos. Su padre se llamaba Adolf Baader y su madre Johanna Weigle. Johannes Baader asistió de 1892 a 1895 a la escuela de constructores de Stuttgart y estudió arquitectura de 1898 a 1899. En 1905 conoció a Raoul Hausmann, que le introduciría más tarde en el círculo dadaísta de Berlín. Baader sostenía el pesimismo cultural y tenía una visión del mundo religiosa-ocultista.
En 1906 planeó la construcción de un templo mundial para la «Unión internacional interreligosa». En 1914 publicó Catorce cartas de Cristo, un tratado de monismo, y en los años siguientes colaboró en las revistas Die freie Straße y Der Dada. En 1917 se le declaró loco, cosa que le eximía de responsabilidad y que aprovechó para atacar a personajes públicos y míticos. En 1917 se presentó a las elecciones al Reichstag por Saarbücken y fundó con Hausmann Christus GmbH. En 1918 Baader escribió su tratado Die acht Weltsätze (Ocho tesis del mundo) y en 1919 declaró su resurrección en Oberdadá, Presidente del espacio. Los dadaístas veían en Baader a alguien que tenía el dadá como forma de vida. Sin embargo, tuvo problemas con el resto de dadaístas a causa de sus acciones extremas. En 1920 huyó con la caja de la gira dadá en Praga, lo que le causó más fricciones con el resto de dadaístas. 
Trabajó en su identidad cósmica en textos y collages, (por ejemplo, Dada Milchstrasse, 1919). Su Das grosse Plasto-Dio-Dada-Dramam un montaje pensado para servir de modelo para la arquitectura dadaísta, se expuso en Berlín en la Erste internationale Dada-Messe (Primera feria internacional dadá). También realizó esbozos de arquitectura visionaria, que, como los de Hausmann y Jefim Golyscheff involucraban estructivistas proto-constructivismo. En la década de 1920 siguió realizando collages y trabajando en ideas arquitectónicas.
Johannes Baader murió en 1955 a la edad de 79 años en un hogar de ancianos de Niederbayern.

## Obras
- Oberdada. Schriften, Manifeste, Flugblätter, Billets, Werke und Taten. Hrsg. v. Hanne Bergius. Lahn-Gießen, Anabas Verlag 1977. ISBN 3-87038-046-2
- Das Oberdada. Die Geschichte einer Bewegung von Zürich bis Zürich. Karl Riha. Univ.-Gesamthochsch., Siegen 1987.
- Menschliche Menagerien. Karl Riha. Univ.-Gesamthochsch., Siegen 1989.
- Trinken Sie die Milch der Milchstrasse. Texte und Taten des Oberdada. Karl Riha. Ed. Nautilus, Hamburgo u.a. 1990.
- Weltgericht Nürnberg. Karl Riha. Univ.-Gesamthochsch., Siegen 1993
- Ich segne die Hölle! Gedichte 1915-1933. Dieter Scholz. Univ.-Gesamthochsch., Siegen 1995.